# Cercle linguistique de Moscou
Le Cercle linguistique moscovite était un groupe de penseurs très importants dans les champs de la sémiologie, la théorie littéraire et la linguistique, qui travaillait à Moscou de 1915 à environ 1924. 
Parmi ses membres, on trouve Roman Jakobson, Grigori Vinokour et Piotr Bogatyrev. 
Le groupe était opposé au groupe linguistique de Pétrograd (OPOYAZ). 
Les deux groupes (de même que le Cercle linguistique de Prague) étaient les responsables du développement du formalisme dans la sémiologie littéraire et la linguistique.